# Windows Ultimate Extrák
A Windows Ultimate Extrák egy szabadon választható csomag, amely a Windows Vista Ultimate kiadásához készült. Az extrák a Windows Update szolgáltatáson keresztül szerezhetőek be.

## Jelenlegi Ultimate Extrák
- Windows DreamScene, egy alkalmazás amely segítségével videókat illeszthetünk az asztalunkra háttérként. Támogatja a .mpg és a .wmv videó formátumokat. A végső verziója 2007 szeptemberében készült el és bejelentett több száz letölthető videót is a programhoz a Stardock weboldaláról (dream.wincustomize.com). 2008. május 1-jén egy frissítés jelent meg hozzá további videókkal.
- BitLocker és EFS, két eszköz (Windows BitLocker Merevlemez Előkészítő Eszköz és a Online Biztonsági Kulcs Mentő) ami növeli a Windows Vista biztonságát.
- Hold 'Em Póker Játék, Texas hold 'em egyik verziója.
- Különböző MUI nyelvi csomagok, kiegészítők, melyek segítségével a Windows megjelenési nyelvét lehet megváltoztatni.
- Windows Hangsémák, kettő extra hangcsomag (Ultimate Extra Glass és Pearl) amiket be lehet állítani a Windows alapértelmezett hangcsomagjának. 2008. május 1-jén megjelent egy frissítő csomag a hangcsomagokhoz.
- Microsoft Tinker játék

### Várható Ultimate Extrák
A következő csomagok hivatalosan nem jelentek meg, de be vannak jelentve:
- Group Shot, egy képszerkesztő program a Microsoft Research fejlesztésében.

## Kritikák
A Microsoftot sokszor kritizálták az Extrák hasznossága miatt a Vista operációs rendszer kiadása után. Pár ember még azt is megkockáztatta, hogy nincs is olyan csapat aki az Extrákat készítené. 2007 július 2-án a Windows Ultimate blogján egy bejegyzésben azt írták, hogy dolgoznak 20 nyelvi csomagon és a DreamScene végleges változatán ami 2007 nyarának végén jelent meg. További Ultimate Extrák a közeljövőben várhatók.

## Fordítás
- Ez a szócikk részben vagy egészben  a   Windows Ultimate Extras című angol Wikipédia-szócikk ezen változatának fordításán alapul.  Az eredeti cikk szerkesztőit annak laptörténete sorolja fel. Ez a jelzés csupán a megfogalmazás eredetét és a szerzői jogokat jelzi, nem szolgál a cikkben szereplő információk forrásmegjelöléseként.

## Külső hivatkozások
- A Windows Vista Ultimate Csapat hivatalos oldala (angolul)
- Windows Ultimate Extrák (angolul)
- Ultimate Extrák áttekintése (angolul)